# Alfred Knapp (Ingenieur)
Alfred Knapp (* 13. Oktober 1870 in Wasseralfingen; † 29. August 1929 in Stuttgart) war Hüttenwerksleiter und technischer Geschäftsführer.

## Leben
Knapp wurde als Sohn des Bergrates Reinhold Knapp (1836–1883) und Luise Knapp, geb. Stälin (geb. 1845) in Wasseralfingen geboren. Der Familie Knapp entstammten im Königreich Württemberg viele hohe Beamten wie der Finanzminister des Königreiches Christian Knapp. Alfred Knapps Vater hatte gegen Ende seiner beruflichen Laufbahn die Betriebsführung des Königlichen Hüttenwerkes in Wasseralfingen inne.
Knapp schlug den beruflichen Weg seines Vaters ein und wurde nach einem Maschinenbaustudium an der Technischen Hochschule in Stuttgart zum Bergkadett. Seine berufliche Laufbahn begann er nach Vorbereitungsdiensten in Wasseralfingen, Abtsgmünd und der Saline Friedrichshall in der Stahl- und Sensenfabrik Friedrichstal.
Mit dem Weg in den höheren Staatsdienst und den Wechsel zum Hüttenwerk in Königsbronn konnte Knapp im Jahr 1902 zu deren Vorstand werden. Das Werk wurde von Knapp grundlegend saniert und wieder wettbewerbsfähig gemacht. Mit der Stadt Königsbronn fühlte Knapp sich sehr verbunden und bekam 1924 die Ehrenbürgerschaft zugesprochen.
Mit dem Wechsel im Jahr 1917 in die Vorstandschaft des Hüttenwerkes Wasseralfingen befasste sich Knapp immer mehr mit einer Umstrukturierung der eisenverarbeitenden Betriebe in Württemberg. Im Jahr 1921 wurde Knapp Geschäftsführer im technischen Leistungsbereich der neu gegründete Schwäbischen Hüttenwerke. So war Knapp u. a. für die Schließung des Hochofenbetriebes im Hauptwerk Wasseralfingen zuständig, sowie die Umstellung der Betriebe auf leistungsfähige und hochspezialisierte Eisenverarbeitungsprodukte verantwortlich.
Diese große Aufgabe, Streit mit anderen Geschäftsführern und ein Herzleiden zwangen Knapp dazu 1928 in den Ruhestand zu gehen.
Er starb 1929 in Stuttgart.